# Dichonia convergens
Dichonia convergens là một loài bướm đêm trong họ Noctuidae.